# Klaus Thunemann
Klaus Thunemann (Magdeburgo, 1937) es un músico alemán. 
Inició los estudios de piano y a la edad de dieciocho años pasó al fagot. Estudió en Berlín Oeste consiguiendo su diploma artístico en 1960. 
De 1962 a 1978, ha sido fagot principal de la Orquesta Sinfónica de la Radio del Norte de Alemania (NDR). En el Concurso de la Radio de Alemania (ARD) en Múnich, en la edición de 1965 fue el único ganador de la sección de fagot. Ha tocado como solista con numerosas orquestas y ha colaborado en el Ensemble Villa Música en Alemania.  Durante más de 10 años ha formado parte  del Scharoun-Ensemble de la Orquesta Filarmónica de Berlín.
Desde hace más de 30 años colabora con el oboísta Heinz Holliger y es invitado por importantes festivales en Europa.
Junto con Sir Neville Marriner ha producido el repertorio fagotístico en Philips con I Musici di Roma y la Academia de St. Martin in the Fields. 
Ha dado Lecciones Magistrales en EE. UU., Japón, Suecia, Austria y en el Encuentro de Santander "Música y Academia" (España), entre otros. Ha tocado como solista en numerosas orquestas y ha colaborado en el Ensemble Villa Música en Alemania. 
Fue profesor de la Musikhochschule Hanns Eisler de Berlín. 
Hasta el año 2006 fue profesor de la Musikhochschule de Berlín y desde entonces se desmpeña 
como Profesor Titular de la Cátedra de Fagot de la Escuela Superior de Música Reina Sofía en Madrid. 
Es Artista Invitado del Departamento de Vientos del Instituto Internacional de Música de Cámara de Madrid.